# Karel Jahelka
Podplukovník Karel Jahelka (24. října 1890 Opočno – 21. listopadu 1971) byl legionář, důstojník československé armády, odbojář z období druhé světové války.

## Život

### Mládí a první světová a ruská občanská válka
Karel Jahelka se narodil 24. října 1894 v Opočně v dnešním okrese Rychnov nad Kněžnou, kde také mezi lety 1901 a 1904 absolvoval měšťanskou školu. V roce 1911 nastoupil do poddůstojnické školy v Hradci Králové a po jejím ukončení působil v hodnosti četaře jako instruktor jednoročních dobrovolníků. Po začátku první světové války byl odvelen na ruskou frontu, kde 24. listopadu 1914 padl u Dukly do zajetí. Rok strávil v zajateckém táboře, poté se přihlásil do československých legií. Zde byl postupně povyšován a zúčastnil se mimo jiné bitvy u Zborova a sibiřské anabáze. Poté, co se nalodil ve Vladivostoku dorazil 21. října 1920 do Československa.

### Mezi světovými válkami
V prosinci 1920 nastoupil službu v Mukačevu a byl postupně povyšován až do hodnosti majora. V roce 1929 byl převelen do Komárna na pozici zástupce velitele praporu a o rok později byl povýšen na podplukovníka. 1. 12. 1936 byl jmenován velitelem praporu Stráže obrany státu Nové Zámky a zároveň vojensko-technickým referentem u hlavního okresního politického úřadu tamtéž. Za službu u SOS si vysloužil kladná hodnocení. Po odstoupení pohraničí Maďarsku přesídlil do Nitry.

### Druhá světová válka
Po vyhlášení Slovenského státu odjel Karel Jahelka do Dobrušky kde vstoupil do styku s ilegální skupinou pplk. Hartmana. Po vyřízení žádosti o přeložení do výslužby odjel v prostinci 1939 do Prahy. Zde pracoval ve firmě na výrobu filmů a fotografických desek. V září 1944 vstoupil do kontaktu s odbojovou skupinou Nejvyšší rada vojáků a pracujícího lidu. V únoru 1945 byl pplk. Bürgerem-Bartošem pověřen organizací bojového oddílu z příslušníků Protiletecké ochranné policie a určen velitelem úseku IV Smíchov/Motol/Jinonice/Malá Chuchle pro plánované povstání. Spolupracoval na plánu přepadení vytipovaných objektů a určení síly a velitelů přepadových skupin. Po vypuknutí pražského povstání se ujal velení úseku a veškeré akce proběhly dle plánu. Poté byl na jeho úseku relativní klid a tak bylo veškeré přebytečné mužstvo a výzbroj předána velitelství Bartoš. Bylo dojednáno i nezapojení německým vojáků v motolských kasárnách do boje. Po ukončení bojů velel strážní službě a shromažďování kořistního materiálu v levobřežní Praze.

### Po druhé světové válce
V červenci 1945 byl Karel Jahelka po likvidaci své jednotky přidělen do štábu 1. oblasti, od roku 1947 sloužil v Kanceláři československých legií. Únor 1948 pro něj znamenal konec vojenské kariéry, oficiálně byl přeložen do výslužby k 1. lednu 1949. Na rozdíl od dalších povstaleckých velitelů nebyl terčem přímé komunistické perzekuce, i když mu nějaký čas hrozilo nucené vystěhování. V roce 1968 požádal o osvědčení o účasti na národním boji za osvobození, ale to bylo již za nastupující normalizace zamítnuto s odůvodněním, že během povstání neutržil žádnou zdravotní újmu. Zemřel 21. listopadu 1971. Osvědčení bylo potvrzeno až v roce 1991 na žádost jeho manželky.

## Rodina
Karel Jahelka se v roce 1925 oženil s Annou Javůrkovou a v roce 1931 se mu narodila dcera Jana Marie.